# 蓋天説
蓋天説（がいてんせつ）とは古代中国天文学における宇宙構造論の一つである。渾天説・宣夜説とともに古代中国を代表する天観である。
蓋天説には大きく2通りの考え方があり、天は円く広げられた傘のようであり、地は方形の碁盤のようであるとされ、後に、天はドーム状（蓋笠）で、地はひっくり返した皿（覆槃）の形をしているとした。天は石臼を挽くように北極を中心に左回転しており、太陽や月は右へ向かっているが、天の回転に引っぱられて左回転する。蓋天説はグノーモーン（髀）による日影の観察に基づいたもので、周髀説（しゅうひせつ）ということもある。数学書の『周髀算経』にも収められている。
蓋天説では、天と地は平行しており、太陽や月が地下へ潜ったりする考え方はなく、南極という考え方もない。このため夜が生じるのは、太陽が観察者の視界から遠く離れるためなどと説明される。
また1年を通じて昼夜の長さが変化すること、すなわち太陽が南北に上下することは、太陽の日周運動の軌道である北極を中心とした同心円の大きさが季節により変化すると考えられた。昼の最も長い夏至のときは円が最も小さくなって北極に近い軌道をとる。これを「内衡」と呼ぶ。逆に昼の最も短い冬至のとき円が最も大きくなって北極から離れた軌道をとる。これを「外衡」と呼んでいる。さらに内衡と外衡の間を6分割し、その境界となる7つの同心円を内衡から順に第一衡・第二衡・第三衡…第七衡とし、それぞれを二十四節気の中気に当てはめ、その衡と衡の間を第一間・第二間・第三間…第六間とし、それぞれ二十四節気の節気に当てはめた。これを総称して七衡六間と呼ぶ。蓋天説ではこの七衡六間を平面上に写し取った七衡六間図が用いられた。